# Roger Ailes
Roger Eugene Ailes (Warren, Ohio, 15 de maig de 1940 - Palm Beach, Florida,18 de maig de 2017) va ser un empresari i productor de televisió estatunidenc.
Ailes va ser el fundador, president i director executiu de Fox News i del grup d'estacions de televisió Fox Television Stations, posats als quals va renunciar el juliol de 2016 després de ser acusat per 23 dones d'assetjament sexual. També va ser consultor de mitjans per als presidents republicans Richard Nixon, Ronald Reagan, i George H. W. Bush, i per a la primera campanya a l'alcaldia de Nova York de Rudy Giuliani. El 2016 va ser assessor de la campanya presidencial de Donald Trump, on va ajudar en la preparació de debats.

## Primers anys
Ailes va néixer i va créixer a la ciutat de Warren, Ohio, fill de Robert Eugene Ailes, un capatàs de manteniment de fàbrica, i Donna Marie Cunningham. Ailes sofria d'hemofília i amb freqüència va ser hospitalitzat de jove. Va assistir a les escoles de la ciutat de Warren, i més tard va ser inclòs en el Saló de la Fama dels Alumnes Distingits de l'Escola Secundària Warren. El seu pare era abusiu i els seus pares es van divorciar en 1960. Ailes va assistir a la Universitat d'Ohio en Athens, Ohio, on es va especialitzar en ràdio i televisió i es va exercir com a director de l'estació estudiantil WOUB durant dos anys, abans de graduar-se amb una Llicenciatura en 1962.

## Trajectòria

### Inicis en la televisió
La seva trajectòria a la televisió va començar a Cleveland i Filadèlfia com a assistent (1962), productor (1965), i productor executiu (1967-68) per a KYW-TV, en un espectacle de varietats local, The Mike Douglas Show. Va continuar com a productor executiu per a l'espectacle quan va ser posat en redifusión nacionalment, i en 1968 va ser nominat per a un premi Daytime Emmy per ell.
En 1967, Ailes va tenir una acalorada discussió sobre la televisió en la política amb un dels convidats del programa, Richard Nixon, qui va considerar que la televisió era un artefacte. Més tard, Nixon va demanar a Ailes servir com el seu productor executiu per a la televisió. La reeixida campanya presidencial de Nixon va ser la primera aventura de Ailes en l'escenari polític. El seu treball pioner en l'elaboració dels temes de la campanya nacional i fer que el rígid Nixon fos més agradable i accessible als votants va ser posteriorment narrat en The Selling of the President 1968 per Joe McGinniss.

### Consultoria política
En 1984, Ailes va treballar en la campanya per a reelegir a Ronald Reagan. En 1987 i 1988, Ailes va ser acreditat (juntament amb Lee Atwater) amb dirigir a George H. W. Bush a la victòria en les primàries republicanes i la seva victòria vinguda de darrere en les eleccions generals sobre Michael Dukakis. Ailes va escriure un guió i (amb Sig Rogich) va produir l'anunci de «Porta giratòria», en el qual mostra una línia de convictes casualment entrant i sortint d'una presó per mitjà d'una porta giratòria, així com tots els espots de transmissió de Bush en les campanyes d'eleccions primàries i generals. Els anuncis televisius d'Ailes per a la campanya de 1988 de Bush van anar àmpliament examinats en la guardonada pel·lícula documental Boogie Man: The Lee Atwater Story.Ailes fue acreditado con la «teoría del hoyo de la orquesta» con respecto a la cobertura política sensacionalista en los medios de comunicación, que se originó con su frase:
| « | «Si tienes dos tipos en un escenario y un tipo dice: 'Tengo una solución al problema de Oriente Medio', y el otro tipo cae en el hoyo de la orquesta, ¿quién crees que va a estar en las noticias de la noche?» | » |

«Si tienes dos tipos en un escenario y un tipo dice: 'Tengo una solución al problema de Oriente Medio', y el otro tipo cae en el hoyo de la orquesta, ¿quién crees que va a estar en las noticias de la noche?»

Dies després dels atemptats de l'11 de setembre de 2001, Ailes va aconsellar al president George W. Bush que el públic estatunidenc seria pacient mentre estigués convençut que Bush estava usant les mesures més dures possibles. La correspondència va ser revelada en el llibre de Bob Woodward, Bush at War. Ailes va atacar a Woodward, dient: «Woodward ho té tot equivocat, com de costum», i «La raó per la qual no és tan ric com Tom Clancy és que mentre ell i Clancy tots dos inventen coses, Clancy fa la seva recerca primer». Ailes es va negar a emetre una còpia de la nota que va enviar a Bush.
La carrera de Ailes va inspirar al novel·lista Jeff Gillenkirk a compondre la novel·la Pursuit of Darkness, sobre un despietat operatiu republicà que ha dominat la política estatunidenca durant gairebé 200 anys—com un vampir. Margot Adler, de la Ràdio Pública Nacional, va cridar a Pursuit of Darkness «un emocionant pajeador de pàgines ... el millor del lot. Hi ha jocs més enllà dels jocs d'aquest llibre—idees reals sobre les maquinacions polítiques de Washington i la naturalesa desorientada fins i tot dels millors mitjans».

### Llibres
En 1988, Ailes va escriure un llibre amb el seu assistent de llarga data Jon Kraushar, anomenat You Are the Message: Secrets of the Màster Communicators, en el qual va discutir algunes de les seves filosofies i estratègies per a l'acompliment reeixit en el públic.

### CNBC i America Talking
Ailes finalment va tornar a la televisió, aquesta vegada centrant-se en les notícies per cable. En 1993, es va convertir en president de CNBC i més tard va crear el canal America Talking, que eventualment es convertiria en MSNBC.

### Fox News
En 1996, Ailes va ser triat per Rupert Murdoch per a convertir-se en el director executiu fundador de Fox News, amb efecte el 7 d'octubre.
Després de la sortida de Lachlan Murdoch de News Corporation, Ailes va ser nomenat president del grup d'estacions de televisió Fox Television Stations el 15 d'agost de 2005. Després de la seva nova assignació, un dels seus primers actes va ser cancel·lar el programa A Current Affair al setembre de 2005 i reemplaçar-lo amb un nou xou de Geraldo Rivera titulat Geraldo at Large, que va debutar el 31 d'octubre de 2005. El xou de Rivera va dibuixar les mateixes qualificacions que A Current Affair. Ailes va decidir cancel·lar Geraldo at Large per a moure a Rivera de nou en Fox News.
Ailes també va contractar al exejecutivo de CBS Dennis Swanson a l'octubre de 2005. A més, va haver-hi canvis en els programes de notícies dels afiliats amb l'estandardització de gràfics similars als de Fox News, estudis redissenyats, canvis de format de notícies, i l'anunci d'un nou programa matutí anomenat The Morning Show with Mike and Juliet per a ser produït per Fox News.
A l'octubre de 2012, el seu contracte amb la xarxa es va renovar per quatre anys, fins a 2016. D'haver-se completat, hauria estat cap de Fox News durant 20 anys. Els termes salarials no es van fer públics, encara que els seus guanys per a l'any fiscal de 2012 van ser de $ 21 milions, incloent bons. A més d'encapçalar Fox News i presidir Fox Television Stations, Ailes també va presidir 20th Television, MyNetwork TV i Fox Business Network.

## Assetjament sexual i renúncia
El 6 de juliol de 2016, la expresentadora de Fox News Gretchen Carlson va presentar una demanda d'assetjament sexual contra Ailes. Carlson va al·legar que havia estat acomiadada per rebutjar els avanços d'Ailes. Ailes, a través de la seva advocada, Susan Estrich, va negar els càrrecs. Tres dies després, Gabriel Sherman va informar de relats de sis dones (dues públiques i quatre anònimes) que van al·legar assetjament sexual per part de Ailes. En resposta, l'advocada de Ailes va publicar una declaració: «S'ha fet obvi que la Sra. Carlson i el seu advocat estan tractant desesperadament de litigar això en la premsa perquè no tenen cap cas legal per a argumentar. Les últimes acusacions, totes de 30 a 50 anys d'antiguitat, són falses».
Deu dies més tard, la revista Nova York va informar que una revisió interna de les reclamacions de Carlson s'havia expandit en una revisió més àmplia de l'administració de Ailes. També va afirmar que Rupert Murdoch i els seus fills, Lachlan i James, havien vist suficient informació en la revisió preliminar per a concloure que Ailes havia d'anar-se. No obstant això, estaven en desacord sobre el calendari; James volia que Ailes s'anés immediatament, mentre que Rupert i Lachlan volien esperar fins al cap de la Convenció Nacional Republicana. El 19 de juliol, Nova York va informar que la llavors presentadora de Fox News Megyn Kelly va dir als investigadors que Ailes va fer «avanços sexuals no desitjats cap a ella» al començament de la seva carrera. La revista també va informar que els Murdoch havien donat a Ailes un ultimàtum—renunciar per a l'1 d'agost o ser acomiadat.
El 21 de juliol, Ailes va renunciar al seu lloc sota una cascada de pressions mediàtiques i una data límit rebent $40 milions de Fox en un acord de sortida. Rupert Murdoch li va succeir com a president i com a director executiu interí fins al nomenament d'un reemplaçament permanent. En una carta a Murdoch, Ailes va dir: «No permetré que la meva presència es converteixi en una distracció del treball que ha de fer-se tots els dies per a assegurar que Fox News i Fox Business continuïn liderant la nostra indústria». Ailes va ser agraït pel seu treball, sense esmentar les acusacions. Havia de continuar assessorant a Murdoch i a 21st Century Fox fins a 2018.
Després de la renúncia de Ailes, Andrea Tantaros va afirmar a l'agost de 2016 que es va acostar a executius de Fox News sobre el comportament de Ailes cap a ella en 2015. Ella va declarar que les seves acusacions van resultar primer a ser degradada, i després a ser treta de l'aire a l'abril de 2016. Tantaros va presentar una demanda contra Fox News a l'agost de 2016 per assetjament sexual, també acusant Bill O'Reilly i Scott Brown.
El 8 d'agost de 2016, Shelly Ross, escrivint per a The Daily Beast, va descriure la seva trobada d'assetjament sexual amb Ailes en 1981. Va afirmar que en una reunió d'esmorzar Ailes li va preguntar: «Quan vas descobrir que eres sexy?» Quan Ross li va explicar a Ailes que considerava la conversa «molt incòmoda», va respondre que «la millor expressió de la lleialtat ve en forma d'una aliança sexual». Al mes següent, 21st Century Fox va anunciar que havia resolt la demanda amb Carlson sobre les seves acusacions d'assetjament contra Ailes. També es va informar que Fox havia fet acords separats amb almenys altres dues dones que es van queixar de Ailes.
Al novembre de 2016, Kelly va escriure en el seu llibre sobre els detalls de les seves acusacions d'abús sexual contra Ailes. Segons Kelly, quan es va unir per primera vegada a Fox News, Ailes tindria reunions amb ella, durant el qual faria comentaris sexuals. També va tractar de besar-la diverses vegades durant una reunió a porta tancada, però va poder evitar-ho i sortir de l'oficina. Després d'aquest incident en 2006, Kelly va dir que Ailes no la va assetjar sexualment una altra vegada. Després, en 2016, quan Carlson va fer les seves acusacions d'abús sexual, Fox va pressionar a Kelly perquè defensés a Ailes, la qual cosa es va negar a fer.

## Crítica
En 1995, l'NBC va contractar a un bufet d'advocats perquè dugués a terme una recerca interna després que Ailes suposadament cridés al llavors president de la NBC David Zaslav «a little fucking Jew prick» ("un petit puto capoll jueu").
Al gener de 2011, 400 rabins, entre ells líders de diverses branques del judaisme als Estats Units, van publicar una carta oberta en The Wall Street Journal en el Dia del Record de l'Holocaust designat per l'Organització de les Nacions Unides. Van demanar a Rupert Murdoch, president de News Corp, que sancionés al comentarista de Fox News, Glenn Beck, pel seu ús de l'Holocaust per a «desacreditar a qualsevol individu o organització amb la qual estigui en desacord». Un executiu de Fox News va rebutjar la carta, cridant-la l'obra d'una «organització política d'esquerra secundada per George Soros». També es diu que Ailes una vegada es va referir als seus crítics jueus com a «rabins esquerrans».
També en 2011, Ailes va ser criticat per referir-se als executius de la xarxa pública de radi NPR com a «nazis» per acomiadar a un analista de notícies, Juan Williams, després que Williams havia fet observacions considerades per NPR com a ofensives. Ailes va demanar disculpes a un grup jueu, però no a NPR, per usar l'expressió, escrivint a la Lliga Antidifamació (ADL): «Jo estava per descomptat improvisant i no hauria d'haver triat aquesta paraula, però estava enutjat en aquells dies a causa de la voluntat de NPR de censurar a Juan Williams per no ser prou liberal ... La meva opinió ara considerada [que l'acomiadament va ser] 'desagradable i inflexiblement fanàtic' hauria funcionat millor». L'ADL va donar la benvinguda i va acceptar la disculpa a través del seu director nacional, Abraham Foxman; en una carta subseqüent al diari The Wall Street Journal, Foxman va dir que tant Ailes i Beck eren «fidelment pro-Israel».

## Vida personal
Ailes es va casar amb Elizabeth Tilson (nascuda en 1960) el 14 de febrer de 1998. Abans una executiva de televisió, ella era la propietària i editora dels periòdics locals de l'estat de Nova York The Putnam County News & Recorder i The Putnam County Courier. Va tenir un fill amb Tilson. La família va residir en Garrison, Nova York, en una parcel·la del cim d'un pujol en una casa construïda de pedra de les muntanyes de Adirondack a través del riu Hudson de l'Acadèmia Militar dels Estats Units en West Point.
Ailes va ser un vell amic de la periodista i personalitat dels mitjans Barbara Walters.
Ailes vivia en Cresskill, Nova Jersey i Palm Beach, Florida.

### Universitat d'Ohio
A partir de 1994, Ailes va finançar beques per a estudiants de la Universitat d'Ohio en els programes de telecomunicacions de la universitat.
A l'octubre de 2007, Ailes va donar una important donació a la Universitat d'Ohio per a una renovada sala de redacció estudiantil. La nova instal·lació duplicaria la grandària de la sala de redacció existent de la universitat, que es va modernitzar per última vegada en els anys seixanta, i permetrà que més estudiants participin en l'estació de ràdio i els programes de televisió de l'escola.

### Centre per a ancians del Comtat de Putnam
Ailes i la seva esposa Elizabeth, a través de la seva caritat, ACI Sènior Development Corp., van prometre $ 500 000 per a la finalització d'un centre per a ancians en Cold Spring, Comtat de Putnam, Nova York. L'oposició local a la participació de Ailes en el projecte va sorgir després de la publicació de les acusacions d'assetjament sexual contra ell i en resposta a un informe de The Journal News sobre condicions prèviament no divulgades adjuntes al regal proposat. En aquestes condicions, ACI actuaria com a contractista general del projecte sense cap obligació de realitzar licitacions abans d'adjudicar la gestió de la construcció i altres subcontractes. A més, ACI estava eximida de qualsevol obligació de pagar salaris prevalents als treballadors del projecte, els treballadors i subcontractistes no tindrien cap recurs contra ACI en cas de disputes de pagament i ACI lliuraria el seu treball sense garantia. Després d'una extensa objecció pública a la participació de Ailes en una audiència pública del 2 d'agost de 2016, la Legislatura del Comtat de Putnam va suspendre l'adopció de l'acord de donació de caritat proposat amb ACI. L'endemà, Ailes va retirar el regal.

## Mort
Ailes va morir el 18 de maig de 2017, en la seva llar a Palm Beach, Florida, després de caure i colpejar el seu cap a la seva casa la setmana anterior. L'examinador mèdic del Comtat de Palm Beach va atribuir això a un hematoma subdural, agreujat per hemofília. La seva esposa, Elizabeth, va anunciar la seva mort en un comunicat a Drudge Report: «Estic profundament trist i amb el cor trencat en informar que el meu marit, Roger Ailes, va morir aquest matí».
En un excepte del llibre de 2013 Roger Ailes: Off Camera, Ailes va parlar d'enfrontar-se a la mort, dient: «A causa de la meva hemofília, he estat preparat per a enfrontar-me a la mort de tota la vida. Quan arribi, estaré bé, tranquil. Estranyaré la vida, no obstant això, especialment la meva família».